# 袁崇煥

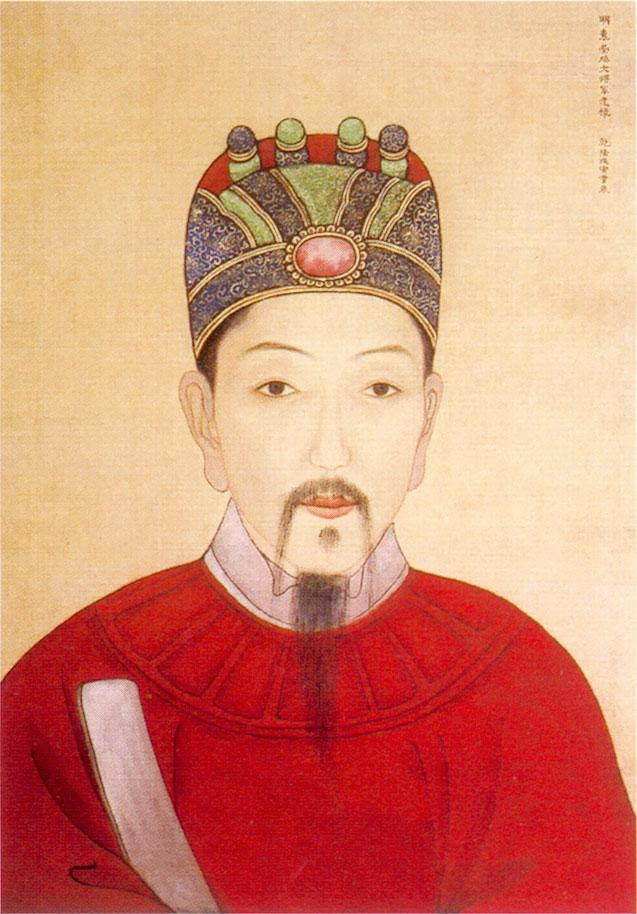
袁崇煥

袁 崇煥（えん すうかん、万暦12年4月28日（1584年6月6日）- 崇禎3年8月16日（1630年9月22日））は、明末の武将。字は元素。広州府東莞県石碣（現在の広東省東莞市石碣鎮水南村）の出身。
その優れた軍略で遼東・遼西（現在の遼寧省南部）で後金の軍隊にたびたび勝利し、三国時代の名軍師諸葛孔明になぞらえてたたえられた。兵に対しても思いやり深い人物だったという。しかし、身内の明王朝内部に疑われて処刑された。

## 略歴
万暦47年（1619年）に35歳で科挙に合格して進士に及第したことからもわかるように、元は文官であった。福建地方の地方官として勤務していた頃から軍事について論じるのを好んだという逸話から、仕官した時点ですでに軍事に関心をもっていたと思われる。
当時明国はヌルハチとの戦争で多大な被害を負っていた。大臣で遼東経略の孫承宗は袁崇煥と同じように寧遠衛・前屯衛の城を強化する新防衛線を作ろうとして、袁崇煥は孫承宗の下で働き、山海関の外郭として寧遠城（現在の興城市）を築城した。この城は、城壁の高さは10.2m、城壁の厚さは基底部で約9.6m、上部で約7.7mあり、ほぼ方形で、4つの門をもっていた。見違えるように堅固となった。
孫承宗はまた自分の軍隊が遠くの地方から徴兵されてきた士気の低い軍隊だったので、「遼人をもって遼人を制する」方針に変更して、前線に遼西の現地人を集めて農業に従事させるとともに兵力として用いた。結果、見違えるように遼西の漢民族は活気を取り戻した。
だが孫承宗の評判を魏正忠が妬み、彼を更迭してしまう。代わって起用されたのが宦官の高第であったが、彼は臆病で、遼西を放棄して守りを山海関に絞るように主張する。それを聞いた袁崇煥は「兵法に進撃はあり退却はない、寧遠・錦州・右屯三城は防衛力が整っています。遼西を失陥しては関内も危うくなります。良将を選び防衛に努めれば問題ありません」と言って反対した。
しかし高第は勧告を無視して撤兵を決め「先に広寧を失ったので関外を守ることができません。関外諸城の軍を関内に戻すべきです」と上奏した。上奏が伝わると兵は戦意を失くし我先にと関内に引き上げた。しかし袁崇煥は高第の指令を拒み「守将を拝命している私はここで死に、撤退はしません」と言って城と運命を共にする旨を表明した。
袁崇煥はわずか1万の軍勢に檄を飛ばし、鼓舞した。そして血書をしたため守城を誓った。また城内の農民を兵士として雇って軍民共に総動員体制を取り、更に農民を説得して農家を焼き払い後金軍に利用させないようにした。またスパイ探しも熱心に行なった。農民を登用し総動員し、袁崇煥は援軍が来ると言い続け士気を鼓舞し、後金軍は必死の抵抗に多くの犠牲を出した。 明軍の徹底抗戦に後金軍は散々に討ち減らされ、退却した。そこに群臣の反対を押し切って、ポルトガルから最新式の大砲（「紅夷砲」）を取り寄せて城に設置し、総兵の満桂、参将の祖大寿の補佐を得て、充分に兵を訓練した。
ヌルハチは明の救援を遮断する陣を取り寧遠城を孤立させた。「我らは20万の大軍で攻める落城は必至である、降伏すれば高位侯爵につける」と約束したがはねつけた。ポルトガルから最新式の大砲が威力を発揮して苦戦する後金軍は斧を用いて城を壊そうとするが、袁崇煥は自ら土石を運んだ。その際に負傷し、部下が自重を促すが軍服を脱ぎ、「このぐらいの傷がなんだ、生を貪って何が楽しいものか」と叱責した。
天啓6年（1626年）1月、ヌルハチの後金軍が攻め寄せてきたがこれを撃退し（寧遠の戦い）、この功績により兵部侍郎・遼東巡撫・主持関外軍事に任じられた。勝因はヌルハチ自身が袁崇煥を侮り準備を整えていなかったことも要因であった。
翌年、寧遠城と錦州城でホンタイジも撃退し、崇禎元年（1628年）には兵部尚書・右副都御史となった。同時に皮島（가도、椵島）を本拠地として、交易を行っていた明の左都督の毛文龍を職務怠慢を理由にこれを誅殺した。
しかし、毛文龍の配下たちが清に投降したため、ホンタイジは長城を遠回りして北京を攻めることに方針を変え、明国内に間諜（スパイ）を送り、宦官を買収し、袁崇煥が謀反をくわだてているという噂を流した。すると猜疑心の強い崇禎帝はいとも簡単にその噂を信じ、北京防衛のために急いで駆けつけた袁崇煥を、崇禎3年（1630年）8月、謀叛の疑いありとして凌遅刑にした。このことは、崇禎帝の代での明滅亡を決定的にした。

## 子孫
袁崇煥の処刑後、その一族は拠るところを失い流民となったが、袁崇煥の子の袁文弼が後金の軍に入隊して功績を挙げ、それによってニングダ（寧古塔）の漢軍八旗に編入された。
そのまま子孫は清に仕え、清末には袁崇煥の七世の孫のフミンガ（袁世福）が中国内地や新疆の反乱の鎮圧に活躍し、吉林将軍にまで昇進している。また、その長男の寿山（1860年 - 1900年）も八旗兵を率いて、光緒20年（1894年）から翌年にかけての日清戦争などで戦っている。さらに黒龍江将軍となり、光緒26年（1900年）の義和団の乱では満洲に攻め込んできたロシア軍とも戦うが大敗し、自害した。享年41。

## フィクション
金庸が1956年に明末を舞台として描いた小説『碧血剣』で、袁崇煥の遺児の袁承志が父の冤罪を晴らすために活躍する姿を設定として描いているが「袁承志」自体が架空の人物で、フィクションである。

## 登場作品
- 『白髪魔女伝〜美しき復讐鬼〜』(1999年、演：徐鳴)
- 『碧血剣』(2000年、演：王志華)
- 『宮廷の泪・山河の恋』(2011年、※演者不明)
- 『皇后の記（中国語版）』(2015年、演：陳玥)
- 「袁崇煥」(2018年、日本未公開、演：邵兵)